# France au Concours Eurovision de la chanson 2006
La France a participé au Concours Eurovision de la chanson 2006 à Athènes, en Grèce. Le représentant de la France a été choisi lors d'une finale nationale organisée par France Télévisions et diffusée le 14 mars 2006. Il s'agit de la 49e fois que la France participe au Concours Eurovision de la chanson.

## Processus de sélection
Début 2006, France Télévisions et son président Patrick de Carolis ouvrent un casting en France pour trouver le représentant de la France au Concours Eurovision de la chanson 2006. Près de 5 000 candidats se présentent au casting. Les castings sont  diffusés sur une plateforme internet spécialement dédiée dès le mois de février.

### Casting et demi-finales

#### Casting
Des sélections ont lieu en France métropolitaine, en outre-mer ainsi que parmi les participants du télé-crochet de Pascal Sevran Entrée d'artistes sur France 2. Des demi-finales ont lieu en région, des quarts et demi-finales pour Entrée d'artistes.
Des auditions régionales ont été organisées en métropole et dans les territoires d'outre-mer de la France et sont diffusées sur Internet.
Le vainqueur de cette finale nationale, représentant de la France, interprétera selon la volonté du groupe une chanson écrite et composée par Corneille.

#### Candidats sélectionnés
À l'issue des castings, 21 candidats ont été retenus.
- 13 issus de la France métropolitaine sélectionnés par les stations régionales de France 3 : demi-finales de France 3 Paris Île-de-France Centre, Ouest, Normandie, Nord-Pas-de-Calais Picardie, Lorraine Champagne-Ardenne, Alsace, Rhône-Alpes Auvergne, Méditerranée, Corse, Sud, Aquitaine, Limousin Poitou-Charentes). 
La présidente du jury est la mezzo-soprano Malika Bellaribi Le Moal, coach vocal pour les candidats de cette édition. Les demi-finalistes ont été suivis par les caméras. Les portraits, préparations et prestations des candidats ont été diffusés sur chaque antenne régionale.
- 4 artistes venus de l'outre-mer choisis par RFO et France Ô avec pour membres du jury Laurent Voulzy, Marijosé Alie et la présidente de la chaîne. La demi-finale intitulée 9 semaines et 1 jour a été présentée par Claudy Siar.
- 4 candidats du télé-crochet de France 2 Entrée d'artistes, conçu et présenté par Pascal Sevran.

### Finale nationale
La finale nationale de la sélection française se déroule le 14 mars 2006, et diffusée en direct en première partie de soirée sur France 3. L'émission Eurovision 2006, et si c'était vous ? est présentée par Michel Drucker et Claudy Siar et produite par Benjamin Castaldi.

#### Candidats
Les  21 candidats qui s'affrontent sont :
- Émission Entrée d'artistes (France 2)

(finale le 11 février 2006) :
- - Yorrick
  - Mélody
  - Fabien
  - Virginie

- Outre-mer :

- - Kolo Barst (Martinique)
  - Mikidache (Mayotte)
  - Tyssia (Nouvelle-Calédonie)
  - Chris Combette (Guyane)

- Métropole :

- - Candice Parise
  - Maëlle Audic
  - Émilie C.
  - Aude Henneville
  - Alexandre Vautrin
  - Virginie Schaeffer
  - Tamara Calhoun
  - Gwladys Fraioli
  - Pierre Suppa
  - Laurent Leandri
  - Fabian Ballarin
  - Leila Barechdy
  - Julien Lamassonne

#### Jury
Un jury composé de professionnels de la musique et les téléspectateurs (50 % des voix chacun) sont chargés d'élire le représentant de la France qui interprétera une chanson de Corneille.
Le jury est composé de :
- Charles Aznavour, auteur-compositeur-interprète français (président du jury)
- Lara Fabian, auteur-compositrice-interprète belgo-canadienne, classée 4e pour le Luxembourg au Concours Eurovision de la chanson 1988
- Natasha St Pier, chanteuse canadienne, classée 4e pour la France au Concours Eurovision de la chanson 2001
- Gage, chanteur canadien.

#### Déroulement
Les 21 artistes passent à tour de rôle et interprètent une chanson célèbre (française ou internationale). 
Les candidats ont du apprendre trois chansons en vue de la finale de la sélection :
- L'Envie de Johnny Hallyday
- Savoir aimer de Florent Pagny
- Pour que tu m'aimes encore de Céline Dion
À l'issue du vote, les trois finalistes sont :
- Virginie Pouchain (de l'émission Entrée d'artistes)
- Fabien Incardona (Entrée d'artistes)
- Julien Lamassonne (issu des sélections de France 3 Limousin Poitou-Charentes)

Un tirage au sort désigne la chanson qu'ils doivent interpréter. Virginie interprète Pour que tu m'aimes encore, Fabien chante Savoir aimer et Julien, L'Envie.

#### Résultats et présentation de la chanson
Grâce aux votes des téléspectateurs au téléphone et des voix du jury comptant 50 % chacun, Virginie Pouchain, 25 ans, est choisie pour être la représentante de la France au Concours Eurovision en mai. 
| No | Chanteur          | Points | Place |
| -- | ----------------- | ------ | ----- |
| 1  | Virginie Pouchain | 42,5 % | 1re   |
| 2  | Fabien Incardona  | 34,2 % | 2e    |
| 3  | Julien Lamassonne | 23,3 % | 3e    |

Virginie Pouchain, juste élue, interprète en fin d'émission la chanson de Corneille dévoilée en direct et qui doit représenter la France en mai : Vous, c'est nous, écrite entièrement en français et aux sonorités zouk.

#### Audience
L'émission Eurovision 2006, et si c'était vous ?  a rassemblé 3,4 millions de téléspectateurs, soit 18,5 % de parts de marché.

#### Changement de la chanson
Quelques jours après l'émission, Virginie Pouchain ne se sent pas à l'aise avec cette chanson et la délégation française doute. Le titre rencontre également un mauvais écho dans les médias. Dans l'urgence et grâce à un délai supplémentaire accordé par l'UER, Corneille lui écrit et compose une nouvelle chanson, la ballade Il était temps également toute en français. Elle est présentée le 4 avril. Virginie s'en explique dans la presse : « Le rythme zouk de Vous, c'est nous ne m'allait pas. Corneille l'a vite compris et m'a écrit Il était temps qui raconte mon histoire sur une musique douce ». Cependant, cette chanson ne convainc pas plus que la précédente mais Virginie rétorque qu'elle « va mettre les bouchées doubles, histoire de faire mentir tous ceux qui (la) voit arriver dernière ».

## À l'Eurovision
La France vote lors de la demi-finale, le 18 mai 2006 et participe à la finale le 20 mai 2006. La France n'est pas soumise aux demi-finales puisqu'elle fait partie des quatre principaux donateurs de l'Union européenne de radio-télévision. 
Lors de la soirée de la finale du Concours Eurovision de la chanson 2006, qui se déroule à Athènes le 20 mai, Virginie Pouchain interprète donc Il était temps en  19e position après l'Ukraine et avant la Croatie. Elle est accompagnée lors de son interprétation par le musicien britannique Matheson Bayley au violoncelle. Après le vote final, la chanson de Pouchain termine 22e sur 24 candidats, avec seulement 5 points loin derrière les 292 du gagnant, le groupe finlandais Lordi et sa chanson Hard Rock Hallelujah.

### Points attribués à la France

#### Finale
| 12 points | 10 points | 8 points | 7 points  | 6 points |
| --------- | --------- | -------- | --------- | -------- |
|           |           |          |           |          |
| 5 points  | 4 points  | 3 points | 2 points  | 1 point  |
|           |           | - Monaco | - Arménie |          |

### Points attribués par la France
| 12 points | Arménie            |
| 10 points | Turquie            |
| 8 points  | Monaco             |
| 7 points  | Portugal           |
| 6 points  | Bosnie-Herzégovine |
| 5 points  | Finlande           |
| 4 points  | Bulgarie           |
| 3 points  | Belgique           |
| 2 points  | Pologne            |
| 1 point   | Islande            |

| 12 points | Turquie            |
| 10 points | Arménie            |
| 8 points  | Finlande           |
| 7 points  | Roumanie           |
| 6 points  | Bosnie-Herzégovine |
| 5 points  | Grèce              |
| 4 points  | Israël             |
| 3 points  | Suède              |
| 2 points  | Russie             |
| 1 point   | Irlande            |